# فریادکش
فریادکش (نام علمی: Anhimidae) نام یک تیره از راسته غازسانان است.